# Deontae Hawkins
Deontae Divine Hawkins (2 augustus 1993) is een Amerikaans basketballer.

## Carrière
Hawkins speelde collegebasketbal voor de Illinois State Redbirds en Boston College Eagles van 2014 tot 2018. Hij speelde tijdens het seizoen 2019/20 in de Libanese competitie bij Al Moutahed Tripoli. Het seizoen erop tekende hij een contract bij de Italiaanse eersteklasser Pallacanestro Biella. In 2021 tekende hij bij Okapi Aalst in de Belgische competitie. In februari 2022 verliet hij Aalst en tekende bij Falco KC Szombathely in de Hongaarse hoogste klasse. Voor het seizoen 2022/23 tekende hij bij Ionikos Nikaias BC in de Griekse eerste klasse.
In augustus 2023 tekende hij bij het Mexicaanse Dorados de Chihuahua.